# Argiolestes australis
Argiolestes australis is een libellensoort uit de familie van de Megapodagrionidae (Vlakvleugeljuffers), onderorde juffers (Zygoptera).
De wetenschappelijke naam van de soort is voor het eerst geldig gepubliceerd in 1830 door Guérin-Méneville in Lesson.
Lesson M. 1830 - Voyage autour du Monde. Zoologie, tome second, partie 2. - Bertrand, Paris.